# دریاچه بزنگان
دریاچه بزنگان یا کل بی‌بی، معروف‌ترین دریاچه و تنها اثر طبیعی ملی در استان خراسان رضوی است و در ۱۳۰ کیلومتری مشهد و ۸۰ کیلومتری شهرستان سرخس بعد از مزداوند و در جنوب رشته‌کوه‌های هزارمسجد قرار دارد. وسعت این دریاچه حدود ۸۰ هکتار و عمیق‌ترین نقطه آن ۱۲ متر است.
دریاچه بزنگان مهم‌ترین دریاچه استان خراسان رضوی و زیباترین دریاچه کوچک ایران به‌شمار می‌آید که آب آن از بارندگی‌های سالانه و چشمه‌های کوچک تأمین می‌شود. دریاچه بزنگان که در مسیر جاده مشهد – سرخس قرار گرفته، مرکز پرورش ماهی قزل آلا بوده و در صورت برنامه‌ریزی صحیح از ویژگی‌های لازم برای جلب گردشگران برخوردار است. دریاچه بزنگان یا «کل‌بی‌بی» در فصول مختلف سال، محل تجمع پرندگان مهاجر و محل پرورش ماهی قزل‌آلا (رنگین کمان) است
این دریاچه حدود هشتاد هکتار وسعت وعمق ان حد اکثر دوازده مترو حد اقل نه متر می‌باشد و در جنوب رشته کوه‌های هزار مسجد در فاصلة حدود یکصدوسی کیلومتری جاده مشهد به سمت سرخس قرار دارد. آب این دریاچه از بارندگی‌های سالانه و چشمه‌های کوچک حاشیه و کف دریاچه تأمین می‌شود و تاکنون ۳۳ گونه فیتو پلانکتون جلبکی در دریاچه بزنگان شناسایی شده است.
در شب‌های این دریاچه آسمان را اگر مشاهده کنید کهکشان راه شیری با چشم غیر مسلح قابل مشاهده است.

## خشک شدن دریاچه بزنگان
در تابستان سال ۱۴۰۲ دریاچهٔ بزنگان خشک شد اما در پی بارش‌های زمستانی همان سال مجدد این دریاچه احیا شد.

## بزنگان در ادبیات فارسی
| بزنگان شده خانه تیرداد |  | ز اورنگ شاهی نکردست یاد |